# Temesvár–Torontálkeresztes-vasútvonal
A Temesvár–Torontálkeresztes-vasútvonal (románul: Calea ferată Timișoara–Cruceni)  Romániában, a Bánságban, Temesvár-Északi pályaudvar és Torontálkeresztes között. A vonal egyvágányú, nem villamosított, normál nyomtávú. Az infrastruktúra üzemeltetője 2009 óta az Rc-Cf Trans.

## Történelem
Az 53 km hosszú Temesvár–Módos-vasútvonalon 1897. július 31-én indult meg a forgalom.
1920-ban a trianoni békeszerződés következtében vonal egésze Romániához került, 1924-ben azonban Módos településcserével a Szerb–Horvát–Szlovén Királysághoz került. Az 1939-es menetrend szerint a vonalon közlekedő napi három vonatpár mindegyike átjárt Módosra.

## Forgalom
A 2021-ben érvényes menetrend szerint a Regio Călători napi 4 pár személyvonatot közlekedtet Temesvár-Északi pályaudvar és Torontálkeresztes között. Szerbia felé nincsen határmetsző forgalom.